# Щербина Юрій Миколайович
Ю́рій Микола́йович Щерби́на (нар. 15 грудня 1947) — український математик, вчений у галузі дискретного аналізу та штучного інтелекту. Викладач у Львівському національному університеті імені Івана Франка.

## Біографія
Юрій Миколайович Щербина народився 15 грудня 1947 року. Закінчив Львівську середню школу № 52 (з поглибленим вивченням математики) у 1966 році. Це був третій у Львові випуск математичного класу на базі ЛНУ ім. Івана Франка.
У 1966—1971 роках навчався на механіко-математичному факультеті Львівського університету за спеціальністю математика. Це був перший крок на шляху до наукової кар'єри.
Після закінчення механіко-математичного факультету вступив до аспірантури цього ж університету.

## Наукова діяльність та кар'єра
Юрій Миколайович почав займатися науковою роботою під керівництвом Михайла Ярославовича Бартіша ще в університеті. Він здобув ступінь кандидата наук у 1975 році.
З 1973 року активно працює у Львівському університеті — спочатку на посаді асистента, старшого викладача, а з 1976 року на посаді доцента кафедри теорії оптимальних процесів.
У 1977—1986 роках був заступником декана факультету прикладної математики та механіки;
у 1987—1991 роках — завідувач кафедри теорії оптимальних процесів.
У 2003 році у зв'язку з утворенням кафедри дискретного аналізу та інтелектуальних систем і зміною напряму наукових досліджень перейшов на цю кафедру, де до 2015 року працював на посаді доцента, а з вересня 2015 року працює на посаді професора.
У 2009 році його виняткові наукові досягнення були визнані державою, коли він став лауреатом Державної премії України в галузі науки і техніки. Ця висока нагорода підкреслює важливість його внеску у розвиток науки та його винятковий вклад у підготовку нового покоління вчених.

## Публікації

- Підручник «Системи штучного інтелекту»

Підручник «Дискретна математика»

Автор понад 150 наукових праць, 16 навчально-методичних підручників та п'яти підручників з грифом Міністерства освіти і науки України.
- Щербина Ю. Проектування систем нечіткого виведення в задачах опрацювання зображень / Ю. Щербина, М. Туркало // Вісник Львів. ун-ту. Серія прикл. матем. та інформ. — Вип. 24. — Львів, 2016. — С. 110—119.
- Lytvyn V. V. Peculiarities of generation of semantics of natural language speech by helping unlimited and context-dependent grammar / V. V. Lytvyn, S. V. Kubinska, A. Y. Berko, T. V. Shestakevych, L. Y. Demkiv, Y. N. Shcherbyna // Proceedings of the 4th International Conference on Computational Linguistics and Intelligent Systems (COLINS 2020). Volume I: Main Conference, Lviv, Ukraine, April 23-24, 2020. CEUR-WS.org, 2020, P. 536—551.
- Єлейко Я. Визначення поняття ризику за допомогою теорії нечітких множин / Я. Єлейко, Ю. Щербина, С. Дмитрів // Вісник Львівського ун-ту, серія прикл. матем. та інформ. — Вип. 21. — Львів, 2014. — С. 79—83.
- Годич О. Інтелектуальна система моделювання поведінки агентів у задачі навігації / О. Годич, П. Кушнір, Ю. Щербина // Вісник Львівськ. ун-ту, серія прикл. матем. та інформ. — вип. 18. — Львів, 2012. — С. 208—221.
- Нікольський Ю.В. Дискретна математика / Нікольський Ю.В. , Пасічник В.В., Щербина Ю.М. Підручник. Серія “Комп’ютинґ”. — Видання п’яте, виправлене та доповнене. — Вид-во “Магнолія — 2006”. — Львів — 2019. — 432 с.
- Нікольський Ю.В. Системи штучного інтелекту / Нікольський Ю.В. , Пасічник В.В., Щербина Ю.М. Навчальний посібник. Серія “Комп’ютинґ”. — Видання друге, виправлене та доповнене. — Вид-во „Магнолія — 2006”. — Львів — 2013. — 279 с.
- Пасічник В.В. Математична лінгвістика. Книга 1. Квантитативна лінгвістика / Пасічник В.В., Щербина Ю.М., Висоцька В.А., Шестакевич Т.В. Навчальний посібник. Серія “Комп’ютинґ”. — Вид-во “Новий Світ-2000”. — Львів — 2012. — 358 с.
- Пасічник В.В. Математична лінгвістика. Книга 2. Комбінаторна лінгвістика / Пасічник В.В., Щербина Ю.М., Висоцька В.А., Шестакевич Т.В. Навчальний посібник. — Вид-во Львівської політехніки. — Львів — 2019. — 238 с.